# Lone Star Tag Team Championship
Il Lone Star Tag Team Championship, nato come NWA Houston Tag Team Championship, è stato un titolo di wrestling della divisione tag team promosso dalla Lone Star Championship Wrestling, inizialmente affiliata alla National Wrestling Alliance (NWA) e attiva principalmente nel territorio del Texas.
Il titolo fu attivo dal 2011 al 2016, anno di chiusura della federazione.

## Storia
Il titolo fu introdotto nel 2011 come alloro principale della categoria tag team dalla NWA Houston, che rese Ken Carson e Joey Diamond, vincitori di uno spareggio, i suoi campioni inaugurali. Quando la federazione cambiò nome in NWA Lone Star nel 2011 il titolo cambiò nome di conseguenza, e quando questa terminò l'affiliazione con la NWA portò con sé il titolo, rinominandolo semplicemente in Lone Star Tag Team Championship, perdendo il riconoscimento da parte della National Wrestling Alliance.

## Albo d'oro
| Legenda  |                                                                               |
| -------- | ----------------------------------------------------------------------------- |
| #        | Indica il numero del regno titolato                                           |
| Regno    | Viene indicato il numero del regno del campione                               |
| Data     | La data in cui il titolo è stato vinto                                        |
| Località | Indica il luogo in cui il titolo è stato vinto                                |
| Note     | Indica notizie particolari riguardanti i cambi di titolo o altre informazioni |

| #  | Campione                           | Regno | Data              | Giorni | Località       | Evento                                   | Note | Fonti  |
| -- | ---------------------------------- | ----- | ----------------- | ------ | -------------- | ---------------------------------------- | --- | ------ |
| 1  | Ken Carson e Joey Diamond          | 1     | 8 aprile 2011     |        | Cypress, Texas | April's Fools                            | In uno spareggio per decretare i campioni inaugurali del NWA Houston Tag Team Championship. | [ 2 ]  |
| 2  | Ryan Genesis e Mike Dell           | 1     | 13 maggio 2011    |        | Cypress, Texas | Shut Up & Wrestle                        | Durante questo regno il titolo il territorio cambiò nome in NWA Lone Star, con il titolo che fu rinominato in NWA Lone Star Tag Team Championship.                                                                        | [ 3 ]  |
| 3  | Lock e Pop                         | 1     | 9 settembre 2011  |        | Cypress, Texas | Let's Roll                               | | [ 4 ]  |
| 4  | Silky Baines e D.J. King           | 1     | 14 ottobre 2011   |        | Cypress, Texas | Hear No Evil, See No Evil, Speak No Evil | | [ 5 ]  |
| 5  | Hambone e Chaz Taylor              | 1     | 13 aprile 2012    |        | Cypress, Texas | Shut Up & Wrestle                        | | [ 6 ]  |
| 6  | Jax Dane e Ray Rowe                | 1     | 13 luglio 2012    |        | Cypress, Texas | Explosion                                | | [ 7 ]  |
| 7  | Ryan Genesis (2) e Scot Summers    | 1     | 9 novembre 2012   |        | Cypress, Texas | Decision                                 | | [ 8 ]  |
| 8  | James Claxton e Alex Reigns        | 1     | 20 settembre 2013 |        | Cypress, Texas | Collision Course                         | | [ 9 ]  |
| 9  | Greg Anthony e Matt Riviera        | 1     | 29 marzo 2014     |        | Cypress, Texas | Summers vs. Wilcott                      | In un 3-way tag team match che comprendeva anche il team di Ken Carson e Mike Dell | [ 10 ] |
| 10 | David Duperon e Rudy Russo         | 1     | 25 ottobre 2014   |        | Cypress, Texas | House Show                               | Nel novembre 2014 la federazione lasciò la National Wrestling Alliance, cambiando nome in Lone Star Championship Wrestling. Il titolo perse il riconoscimento NWA, venendo rinominato in Lone Star Tag Team Championship. |        |
| 11 | Moonshine Mantel e Killer McKenzie | 1     | 17 gennaio 2015   |        | Cypress, Texas | House Show                               | |        |
| 12 | Greg Anthony e Matt Riviera        | 2     | 12 luglio 2015    |        | Cypress, Texas | House Show                               | In un 4-way tag team match che comprendeva anche i team di Chaz Taylor e Hambone e di Americos e David Duperon. |        |
| 13 | Silky Baines (2) e Luther Black    | 1     | 26 settembre 2015 |        | Cypress, Texas | House Show                               | |        |
| —  | Disattivato                        | —     | gennaio 2016      | —      | —              | —                                        | Il titolo fu disattivato con la chiusura della federazione. |        |